# Holmingeviken
Holmingeviken är en sjö i Vaxholms kommun och Österåkers kommun i Uppland och ingår i Åkerström-Norrströms kustområde. Sjön har en area på 0,211 kvadratkilometer och ligger 1,2 meter över havet.

## Delavrinningsområde
Holmingeviken ingår i det delavrinningsområde (659450-163486) som SMHI kallar för Rinner mot Kyrkfjärden. Medelhöjden är 21 meter över havet och ytan är 11,49 kvadratkilometer. Det finns inga avrinningsområden uppströms utan avrinningsområdet är högsta punkten. Avrinningsområdets utflöde mynnar i havet, utan att ha någon enskild mynningsplats. Avrinningsområdet består mestadels av skog (63 procent), öppen mark (10 procent) och jordbruk (23 procent). Avrinningsområdet har 0,21 kvadratkilometer vattenytor vilket ger det en sjöprocent på 1,8 procent. Bebyggelsen i området täcker en yta av 0,1 kvadratkilometer eller 1 procent av avrinningsområdet.